# Oleg Kotow
Oleg Waleriewicz Kotow (ros. Олег Валерьевич Котов; ur. 27 października 1965 w Symferopolu) – rosyjski lekarz, pułkownik, astronauta.

## Wykształcenie i służba wojskowa
- 1982 – w Moskwie ukończył szkołę średnią.
- 1988-1993 – był słuchaczem Wojskowej Akademii Medycznej im. S. M. Kirowa w Leningradzie. Następnie rozpoczął pracę w Centrum Wyszkolenia Kosmonautów im. J. Gagarina. Brał udział w przygotowaniach załóg, które później pracowały na stacji kosmicznej Mir.
- 1993-1996 – był starszym pracownikiem naukowym i wiodącym lekarzem-badaczem. Asystował kosmonautom podczas treningów przygotowujących ich do pracy poza stacją Mir. Szkolił również kosmonautów do prowadzenia na orbicie badań z zakresu biologii i medycyny.
- 1998 – ukończył Kaczyńską Wojskową Wyższą Szkołę Lotniczą Pilotów i został pilotem-inżynierem.

Posiada uprawnienia nurka.

## Kariera kosmonauty
- 1996 – 9 lutego decyzją Państwowej Komisji Międzyresortowej (ГМВК) oficjalnie został kosmonautą sił powietrznych i w czerwcu rozpoczął przeszkolenie podstawowe.
- 1998 – w marcu po zakończeniu kursu podstawowego zdobył uprawnienia kosmonauty-badacza. Od maja został włączony do załogi rezerwowej misji Sojuz TM-28. Jej członkami byli również Siergiej Zalotin oraz Aleksandr Kaleri. 13 sierpnia był dublerem Jurija Baturina – kosmonauty-badacza wspomnianej misji.
- 1999 – przez 8 miesięcy był przedstawicielem Centrum Przygotowań Kosmonautów oddelegowanym do NASA. Po powrocie do Rosji rozpoczął wraz z innymi kosmonautami przygotowania do lotów na Międzynarodową Stacje Kosmiczną.
- 2000 – był w pierwszym składzie załogi rezerwowej 6 ekspedycji na ISS. Razem z nim trenowali Carlos Noriega oraz Donald Pettit. Latem 2001 zastąpił go Saliżan Szaripow.
- 2001-2003 – podczas misji stałych załóg ISS (ekspedycje 3 i 4) był jednym z operatorów łączności w Centrum Kontroli Lotu pod Moskwą. W grudniu 2002 został inżynierem pokładowym Sojuza TMA-2 w załodze rezerwowej dowodzonej przez Pawła Winogradowa. 31 stycznia Winogradowa, z uwagi na stan zdrowia, zastąpił Siergiej Krikalow. 12 lutego 2003, po katastrofie promu Columbia załogi rozformowano, ponieważ postanowiono, że do czasu wznowienia lotów wahadłowców w Sojuzach będą latać dwaj astronauci – Rosjanin i Amerykanin, którzy będą tworzyć kolejne stałe załogi ISS.
- 2004 – w styczniu otrzymał przydział do załogi dublerów 13 stałej załogi Międzynarodowej Stacji Kosmicznej, której lot był planowany na 2006 rok. Załogę opuścił po tym jak wystąpiły opóźnienia przy wznowienia lotów promów kosmicznych. W tym samym roku mianowano go szefem operatorów łączności w centrum kierowania lotem.
- 2005 – został włączony do grupy kosmonautów kandydujących do lotów na Międzynarodową Stację Kosmiczną w ramach 15, 16 i 17 ekspedycji.
- 2006 – na przełomie maja i czerwca Kotow, Fiodor Jurczichin oraz Anousheh Ansari trenowali zachowanie w przypadku awaryjnego lądowania. W czerwcu przedstawiciele NASA i Roskosmosu ostatecznie zatwierdzili skład 15 stałej załogi Międzynarodowej Stacji Kosmicznej. Znaleźli się w niej obok Kotowa (pełnić będzie funkcję dowódcy statku kosmicznego Sojuz TMA-10) – Fiodor Jurczichin oraz Clayton C. Anderson. Lot pierwszych dwóch astronautów jest planowany na około 6 miesięcy. Amerykanin ma dotrzeć na ISS na pokładzie wahadłowca Endeavour.
- 2007 – w dniach 7 kwietnia- 21 października odbył lot w kosmos na pokładzie statku kosmicznego Sojuz TMA-10 i Międzynarodowej Stacji Kosmicznej.
- 2008 – we wrześniu Roskosmos zakomunikował o wyznaczeniu Kotowa dowódcą 22 stałej ekspedycji na ISS, która zarazem będzie stanowić załogę Sojuza TMA-17[1].
- 2009-2010 – 21 grudnia 2009 wystartował w kosmos do swojej drugiej misji. Razem z nim w kosmos wyruszyli Timothy Creamer oraz japoński astronauta Sōichi Noguchi. Swoją misję zakończyli 2 czerwca 2010, po ponad 163 dniach lotu[2].

## Nagrody i odznaczenia
- medal „Za wyróżniającą służbę wojskową” III i II stopnia (1996 oraz 1999),
- tytuł „Bohatera Federacji Rosyjskiej” i medal Złotej Gwiazdy (2008),
- order „Za zasługi dla Ojczyzny” IV stopnia (2010).
- Lotnik-Kosmonauta Federacji Rosyjskiej
- Universal Astronaut Insignia za lot orbitalny (nr 452) – Stowarzyszenie Uczestników Lotów Kosmicznych (Association of Space Explorers(inne języki))[3]

## Wykaz lotów
| Loty kosmiczne, w których uczestniczył Oleg W. Kotow                   | Loty kosmiczne, w których uczestniczył Oleg W. Kotow | Loty kosmiczne, w których uczestniczył Oleg W. Kotow | Loty kosmiczne, w których uczestniczył Oleg W. Kotow | Loty kosmiczne, w których uczestniczył Oleg W. Kotow | Loty kosmiczne, w których uczestniczył Oleg W. Kotow                                        | Loty kosmiczne, w których uczestniczył Oleg W. Kotow |
| №                                                                      | Data startu                                          | Statek kosmiczny                                     | Data lądowania                                       | Statek kosmiczny                                     | Funkcja                                                                                     | Czas trwania                                         |
| ---------------------------------------------------------------------- | ---------------------------------------------------- | ---------------------------------------------------- | ---------------------------------------------------- | ---------------------------------------------------- | ------------------------------------------------------------------------------------------- | ---------------------------------------------------- |
| 1                                                                      | 7 kwietnia 2007                                      | Sojuz TMA-10                                         | 21 października 2007                                 | Sojuz TMA-10                                         | dowódca Sojuza TMA-10 inżynier pokładowy ekspedycji 15 na ISS                               | 196 dni 17 godzin 4 minuty i 35 sekund               |
| 2                                                                      | 20 grudnia 2009                                      | Sojuz TMA-17                                         | 2 czerwca 2010                                       | Sojuz TMA-17                                         | dowódca Sojuza TMA-17 inżynier pokładowy ekspedycji 22 na ISS dowódca ekspedycji 23 na ISS  | 163 dni 5 godzin 32 minuty i 32 sekundy              |
| 3                                                                      | 25 września 2013                                     | Sojuz TMA-10M                                        | 11 marca 2014                                        | Sojuz TMA-10M                                        | dowódca Sojuza TMA-10M inżynier pokładowy ekspedycji 37 na ISS dowódca ekspedycji 38 na ISS | 166 dni 6 godzin 25 minut                            |
| Łączny czas spędzony w kosmosie – 526 dni 5 godzin 2 minuty i 7 sekund |                                                      |                                                      |                                                      |                                                      |                                                                                             |                                                      |